# Pic de Ventolau
El Pic de Ventolau és una muntanya de 2.851 metres. Es troba a cavall dels termes municipals de la Guingueta d'Àneu i Lladorre, a la comarca del Pallars Sobirà. Forma part del massís del Mont-Roig, dins el Parc Natural de l'Alt Pirineu.
Forma part de la carena que separa la valls del Riu de Tavascan i la vall d'Unarre, i ofereix un bon mirador d'aquesta zona del Pirineu. És al nord del Pic dels Tres Estanys, al sud-est del Pic de la Gallina i a migdia del Circ de la Gallina, amb l'Estany Major de la Gallina.
L'ascensió es pot fer des de la Vall d'Unarre passant per l'Estany de la Gola; des del Refugi de la Pleta del Prat, o des del refugi Enric Pujol del Mont-roig i estanys de la Gallina.
Aquest cim està inclòs al llistat dels 100 cims de la FEEC